# UmbraGroup
UmbraGroup, fino al 2018 Umbra Cuscinetti, è una multinazionale italiana che opera nel settore della meccanica di precisione con applicazioni nel mercato aeronautico, industriale e dell'energia principalmente attiva nella progettazione e produzione di cuscinetti, attuatori, sfere e di viti a ricircolazione di sfere. UmbraGroup, in cui Umbra Cuscinetti è diventata una controllata, opera in siti produttivi dislocati in Italia, Germania e Stati Uniti.

## Storia
L'azienda nasce nel 1972 quando la FAG Kugelfischer, Schweinfurt (Germania) e la GEPI (Italia), fondano Umbra Cuscinetti S.p.A. per la produzione di cuscinetti di alta precisione. Successivamente, nel 1978, l’azienda inizia la produzione di viti a ricircolo di sfere per applicazioni aeronautiche.
Nel 1983 la Gepi cede a FAG le sue quote, nel 1987 la Umbra Cuscinetti firma con Boeing un primo contratto di fornitura delle viti a ricircolo di sfera per i flap del Boeing 747-400, diventando in seguito fornitore esclusivo per Boeing di viti per 747-400, Boeing 767, Boeing 737 Next Generation, Boeing 777). Un rapporto che continua nel tempo e fa della società umbra il primo fornitore di Boeing.
Nel 1993, Valter Baldaccini e Reno Ortolani, entrambi dirigenti dell'azienda, si fanno promotori di un’operazione di management buyout, acquisendo  dalla tedesca FAG, insieme ad altri investitori locali ed istituti finanziari, la totalità del capitale sociale.
Nel 1996 UmbraGroup acquisisce Kuhn Praezisionsspindeln und Gewindetechnick GmbH (Germania) e nel 1999 rileva una nuova azienda a Washington, negli Stati Uniti, che prende il nome di Umbra Cuscinetti Incorporated.
Successivamente, dal 2008 la Umbra Cuscinetti diventa una Società ad azionariato diffuso e 10 tra manager e collaboratori entrano nella compagine sociale del Gruppo.
Il 2011 è caratterizzato da un'altra acquisizione in Germania: la Kugelfertigung Eltman Gmbh, che prende il nome di Präzisionskugeln Eltmann GmbH.
Nel 2012 UmbraGroup inaugura un Centro di ricerca ad Albanella, in provincia di Salerno, dedicato ai motori elettrici ad alte prestazioni.
Nel 2015 la casa madre inaugura un nuovo stabilimento produttivo a Foligno, dedicato alla linea di business della produzione elettromeccanica (Attuatori Elettromeccanici - EMA).
Nel 2018 il gruppo acquisisce l'azienda americana Thomson Aerospace & Defence, a Saginaw, nello stato del Michigan (USA), nome storico nella componentistica aeronautica di precisione.
Nell'aprile 2019 il fondo di private equity IPOC3 di Azimut Libera Impresa ed Electra Ventures è entrato nel capitale del gruppo acquisendo per 60 milioni il 18,75%.

## Produzione e clienti
UmbraGroup produce:
- Viti a ricircolo di sfere (VRS) per i dispositivi primari di controllo del volo, per gli ipersostentatori, per gli inversori di spinta, per i freni elettromeccanici e per i sistemi ausiliari.
- Sfere in acciaio per applicazioni nel mondo aeronautico, aerospaziale e dell'energia.
- Cuscinetti volventi per macchine e impianti di grandi dimensioni quali laminatori, piattaforme petrolifere e macchine utensili, energie rinnovabili (come i generatori eolici).[13].
- Attuatori elettromeccanici (EMA) costituiti da componenti meccanici, motori, elettronica e software specifici per il mercato aeronautico, industriale e energia.[14].

## Sedi
UmbraGroup possiede un impianto a Foligno dove risiede la casa madre Umbra Cuscinetti S.p.A., uno a Freiberg am Neckar dove è la controllata Kuhn Praezisionsspindeln und Gewindetechnick Gmbh, uno ad Eltmann ove opera la controllata Präzisionskugeln Eltmann GmbH e uno a Everett (Washington), sede della controllata Umbra Cuscinetti Incorporated. La società ha inoltre inaugurato nel 2012 un Centro di ricerca e Sviluppo motori ad Albanella (SA), e nel 2015 ha inaugurato un intero stabilimento sempre a Foligno, dedicato interamente alla produzione di attuatori elettromeccanici. Dal 2018 possiede anche uno stabilimento a Saginaw (Michigan, USA), sede del nuovo acquisto Thomson.